# Master of Orion II: Battle at Antares
Master of Orion II: Battle at Antares – druga część strategicznej gry turowej Master of Orion. Została wyprodukowana przez firmę Simtex i wydana przez MicroProse w 1996 roku.
Tak jak pierwowzór, została stworzona przez Simtex. Gra została wydana w wersjach pod DOS, Windows 95 i Mac OS. W roku 1996 MicroProse stał się wydawcą wersji DOS i Windows. W stosunku do pierwszej części gry została poprawiona grafika, dodany tryb gry wieloosobowej. Jedną z najważniejszych zmian odróżniających Master of Orion 2 od części pierwszej, było wprowadzenie Liderów. Mają oni specjalne zdolności, umożliwiające zwiększenie efektywności produkcji na planetach lub różne bonusy dla statków wojennych. Zostały dodane trzy nowe rasy jak i możliwość tworzenia własnych. Zwiększył się stopień w jakim gracz może kontrolować rolnictwo, przemysł i badania naukowe na poszczególnych planetach. Stało się to możliwe poprzez budowę określonych budynków i przydzielaniu jednostek populacji do innych sektorów gospodarki.

## Gra wieloosobowa
Grę w trybie gry wieloosobowej umożliwiała sieć Total Entertainment Network.

### Tryby gry wieloosobowej
- hot seat,
- połączenie przez modem,
- połączenie szeregowe,
- gra po sieci za pomocą protokołu IPX

## Wersja 1.31
Wersja 1.31 jest ostatnią oficjalną łatką do gry. Została tutaj wprowadzona „inicjatywa statków” podczas bitwy. Zależy ona od szybkości statku oraz jego bonusu do ataku.
Jednak łatka nie usunęła wszystkich błędów dostrzeżonych przez społeczność Master of Orion 2.